# Српски државни сабор у Расу
Српски државни сабор у Расу сазван је на празник Благовести 25. марта 1196. године од стране великог жупана Стефана Немање. На овом државном сабору, велики жупан Стефан Немања се одрекао престола и за свог наследника одредио млађег сина Стефана.  Сабор је одржан код цркве Светих апостола Петра и Павла у Расу (данас Петрова црква код Новог Пазара).

## Ток сабора
Стефан Немања је окончао своју владавину добровољним повлачењем са власти. На државном сабору у Расу били су присутни чланови породице, затим рашки епископ Калиник, кнезови, војводе, војници, властела „велика и мала”. Стефан Немања је тада саопштио своју жељу да се посвети монашком животу, и истовремено је објавио да на своје место, српски престо, поставља свога сина Стефана.
Смена на престолу симболично је извршена  Стефановим доласком на очев престо и Немањиним благосиљањем синова. Свога настаријег сина Вукана, Немања је поставио за „кнеза велија” и доделио му „довољно земље”. Стефан Немања је од Вукана тражио да буде послушан и да се повинује своме брату Стефану, а наследнику српског престола наложио је да владајући земљом држи брата у почасти и да га не увреди. Након повлачења са престола, Стефан Немања се  замонашио, заједно са супругом Аном, он је добио име Симеон, а његова жена име Анастасија.

## Извори о сабору у Расу

### Сава, Житије светог Симеона
У Хиландарском типику који је Сава написао 1199. године налази се кратко житије светог Симеона Немање. Текст је састављен одмах по смрти Светог Симеона 1199. године или 1200. године. Ово кратко житије је само једна житијина белешка. Развијено Житије светог Симеона, Сава пише тек у уводу Студеничког типика у Студеници 1208. године. Житије светог Симеона у оквиру Студеничког типика писано је као ктиторско житије оснивача Студенице. 
  

О сабору у Расу у Савином делу, Житије светог Симеона записано је следеће;
И тако, пославши, сакупи благородну своју децу и све изабране своје бољаре, мале и велике, и окупивши их око себе, поче им учећи говорити:
„Чеда моја љубљена и отхрањена од мене, ово је знано било свима вама, како Бог својим промислом постави мене владати над вама, и у почетку какву примих озлобљену земљу нашу, и помоћу Божијом и Пресвете Владичице наше Богородице, колику моћ имађах, не облених се, нити покоја дадох себи, док све не поправих. И Божијим потпомагањем додадох вам у дужину и ширину, што свима знано би. А све вас, као и своју децу, отхраних, све до сада, и научих вас како да се држите правоверне вере. ,А многи иноплеменици устадоше на мене и опколише ме као пчеле саће, но именом Господњим противљах се и одолех им'. (Пс. 117, 10)......”
А он, блажени старац, премудрим речима посаветова их као отац да престану са ридањем и сузама; а Божијом вољом изабра благородног и љубљеног сина, Стефана Немању, зета благовенчаног кир Алексија, цара грчког, овога предаде им говорећи:
„Овога имајте уместо мене, корен добри који је изишао из утробе моје, и њега постављам на престо Христом дароване ми владавине!“
И другог свог благородног и љубљеног сина, кнеза Вукана, благослови и постави за кнеза великог, и одели му земље довољно, и даде и њему заповести дате овоме.
И после овога, као што и раније писасмо, предаде им да међу њима царује љубљени син његов Стефан Немања, и уклони се од народа. А они плакаху и ридаху, гледајући растанак од таквог господина и пастира. И тако у плачу и ридању беху, као што „и глас у Рами чувен беше: Рахила оплакује децу своју не могући утешити се!“ (Мт. 2, 18) 

### Стефан Немањић, Житије светог Симеона
Стефан Немањић је обогатио житијну књижевност посебним Житијем светог Симеона, написаним 1216. године. Оно представља прво византијско опширно житије које садржи све елементе једне развијене хагиографије.

Стефан Немањић, који је присуствовао сабору у Расу, забележио је очеве речи којима се обратио сабору:
- Јер ево, свет мој дарујем ономе који је остао међу вама да влада на престолу мојем, благословив вам га благословом, као што Бог благослови Јовове наследнике, да господује међу вама непокретно.
И, устав с престола својега, предаде му га са сваким благословом.
А светитељу рече:
- Приступи и сврши молбу моју.
И прими часно из руке његове анђеоски и апостолски лик са Богом састављеном му женом својом.
И назва се калуђерским именом Симеон, а пречасну назва Анастасија.
И дође у пресвету Богородицу у Студеници. И остаде ту, живећи са часним чрнцима, по правилу и заповеди светих и богоносних отаца, никако не ленећи се.

### Доментијан, Житије светог Симеона
Доментијаново књижевно дело припада искључиво житијином жанру. Житије светог Симеона написао је 1264. године по налогу краља Уроша I, користећи сопствено дело о Светом Сави, раније дело Стефана Првовенчаног и Слово о закону и благодати, митрополита кијевског Илариона, дело из  XI века.
Доментијан наводи да је Немања изабрао сина за наследника  „и учини га самодржавним господином све своје владавине и уставши са престола свога предаде га њему са сваким својим благословом”.

### Теодосије, Житије светог Саве
Теодосије је Житије светог Саве написао у Хиландару, вероватно крајем XIII века. Његов основни извор при писању овог житија било је Доментијаново Житије светог Саве.

За разлику од Доментијана, Теодосије је нешто опширнији и у свом делу Житије светог Саве пише о устоличењу Немањиног сина Стефана за владара.
И одмах дозва својега сина Стефана. Овога Стефана добродетељи и војничку храброст и богосазнање сада није могуће испричати. Овога узевши отац самодржац, са свеосвећеним Калиником епископом и са свима благороднима, уђе у цркву светих и првопрестолних апостола Петра и Павла. За време службе и молитве, самодржац отац и свети епископ часним крстом и полагањем руку обојице на главу благословише Стефана за великог жупана, владара и самодршца све српске земље.
Према речима Теодосија, Стефан Немања и његова жена Ана замонашили су се дан после одржавања сабора у Расу: 
Када су сутрадан изашли, стигоше у манастир свесвете Богородице, који је од тога самога Немање подигнут на месту званом Студеница. Ту, пред светим дверима светога олтара, поклонивши се, предаде Господу своје обете. За време службе и молитве, био је руком истога епископа Калиника крстоносно украшен анђелским образом, у ком је био назван Симеон монах. Такође и жена његова, благочастива Ана, од истога епископа светога Калиника примивши анђелски и иночки образ, назва се место Ане Анастасија монахиња, која сабравши лик црноризица провођаше време у постовима и молитвама Богу.

## Последице сабора
Велики жупан Стефан Немања је за свог наследника на престолу великих жупана у Расу поставио свог средњег сина Стефана, док је старијег сина Вукана благословио и затражио од њега да се покорава новом владару. Вукан је остао у оним деловима државне територије у које га је отац Стефан Немања раније поставио, пре свега у краљевству „Далмације и Диоклитије”. Овиме су осујећене Вуканове амбиције да заузме очев престо у држави.
Од свих сачуваних историсјких извора о овом догађају, ниједан нам не пружа објашњење Немањиних побуда да се одвоји од дубоко укорењених схватања и да за свог наследника постави свога млађег сина Стефана. Та одлука се вероватно везује са тадашњим односом српске државе према Византији, а и Стефан је био ожењен Јевдокијом, кћерком Алексија Анђела у периоду када је Алексијев брат Исак II Анђео био на византијском престолу. Алексије је постао цар превратом из 1195. године, а Стефан царев зет. Византијске принцезе су се удавале у породице  „варварских” владара само уз услов да византијски зет, уколико је син владара, има првенство у наслеђивању престола, без обзира на то да ли има старије браће, или уколико је зет већ био владар, право наслеђивања престола припада мушком потомку из брака са византијском принцезом. 
Овакав ток догађаја за последицу је имао сукоб међу Немањиним синовима, који је отпочео 1201. године, а завршио се крајем 1204. или почетком 1205 године. У Хиландарској повељи коју је саставио Стефан Немањић и која се верно огледа на документ његовог оца, унета је измена у односу на Немањин опис истог догађаја, приписујући Христовом надахнућу благослов који је добио од оца. Ова повеља је донета око 1200 - 1202. године у времену када се наслућивао или већ отпочео грађански рат међу браћом. Због тога су Стефану Немањићу били потребни најјачи аргументи да би оправдао и одбранио легитимност свог спорног положаја. Споразумно је обновљено стање које је успоставио Стефан Немања на сабору у Расу: Стефан је враћен на престо великог жупана и поново је владао целом српском државом, док је Вукан „вели кнез” са некадашњом удеоном облашћу.